# Hirundapus
Hirundapus Hodgson, 1837 è un genere di uccelli della famiglia Apodidae.

## Descrizione
Si distingue dal genere Tachymarptis e dal genere Apus per la coda ad ago, la quale ha sporgenze spinose (aiuta a rimanere agganciati alle pareti). Il corteggiamento è molto spettacolare e veloce.

## Tassonomia
Il genere comprende le seguenti specie:
- Hirundapus caudacutus (Latham, 1802) - rondone codaspinosa golabianca
- Hirundapus cochinchinensis  (Oustalet, 1878) - rondone codaspinosa dal sottocoda bianco
- Hirundapus giganteus  (Temminck, 1825) - rondone codaspinosa bruno
- Hirundapus celebensis  (P.L.Sclater, 1866) - rondone codaspinosa di Sulawesi